# Bernat de Santcliment
Bernat de Santcliment és el nom de diversos ciutadans honrats del llinatge dels Santcliment, alguns d'ells senyors de Badalona.

## Bernat (I)
Bernat (I) de Santcliment fou el pare de Pere (I) de Santcliment, el primer dels Santcliment de Barcelona que va fer fortuna com a oficial reial. Se'n desconeix l'ofici, però potser fou corretger.

## Bernat (II)
Primogènit i hereu de Pere (I) de Santcliment, de qui heretà la casa forta de Badalona. Es casà amb Serena, segurament de la família Oulomar, amb qui tingué cinc fills: Bernat (III), Pere (III), Constança (II) —que es casaria amb Francesc Marquet, fill de Miquel Marquet, i mare de Francescó Marquet, senyor de la casa de Palou—, Jaume (II) i Ramon (II). Degué morir relativament jove, abans de 1328.

## Bernat (III)
Primogènit i hereu de Bernat (II), de qui heretà la casa forta de Badalona. Es va casar amb Valença, filla d'Arnau sa Bastida i Margarida, amb qui degué tenir quatre fills: Berenguer, l'hereu, Bernat (IV), Galceran i Serena. Va morir entre 1343 i 1348. Probablement és aquest Bernat de Santcliment el que fou conseller de Barcelona el 1342 i el 1346.

## Bernat (IV)
Fill de Bernat (III) i Valença, potser és el pare de Pere (V), Ramon (III) i Sibil·la. Pere i Ramon manaren en 1389 inventariar els béns de la seva germana difunta, filla de Bernat de Santcliment i aquest segurament seria Bernat (III), l'únic Bernat que aleshores devia ser viu. Segurament és aquest Bernat el que fou jurat del Consell de Cent el 1361, el 1362, el 1365 i el 1366 (a vegades també membre del consell de vint-i-cinc) i obrer de la ciutat el 1365.